# مارتينا شمسان
مارتينا شمسان (من مواليد 11 سبتمبر 1993) هي لاعبة كرة طائرة كرواتية. تلعب دور مانع وسط نادي أليانز إم تي في شتوتجارت الألماني.   

## روابط خارجية
- مارتينا شمسان على موقع الاتحاد الدولي beach volleyball database (الإنجليزية)
- مارتينا شمسان على موقع الاتحاد الأوروبي (الإنجليزية)
- مارتينا شمسان على موقع قاعدة بيانات الكرة الطائرة الشاطئية (الإنجليزية)
- مارتينا شمسان على موقع عالم الكرة الطائرة (الإنجليزية)
- مارتينا شمسان على موقع الدوري الألماني للكرة الطائرة (الألمانية)
- مارتينا شمسان على موقع دوري الدرجة الأولى الإيطالي للكرة الطائرة - سيدات (الإيطالية)